# Ruisseau Walker
Ruisseau Walker är ett vattendrag i Kanada.   Det ligger i provinsen Québec, i den sydöstra delen av landet, 110 km öster om huvudstaden Ottawa.
Omgivningarna runt Ruisseau Walker är en mosaik av jordbruksmark och naturlig växtlighet. Runt Ruisseau Walker är det ganska glesbefolkat, med 39 invånare per kvadratkilometer.